# Larry O’Brien (Politiker, 1949)

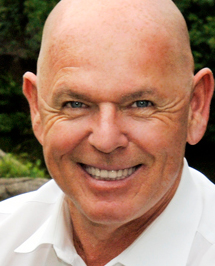
Larry O’Brien

Lawrence „Larry“ Robert O’Brien, (* 19. Juli 1949 in Ottawa) ist ein kanadischer Politiker. Er war vom 1. Dezember 2006 bis 2010 der 58. Bürgermeister der kanadischen Bundeshauptstadt Ottawa. O’Brien ist Mitglied der Konservativen Partei Kanadas.

## Leben

### Ausbildung und Arbeit
O’Brien ist in Ottawa geboren und aufgewachsen. Nach seiner schulischen Laufbahn studierte er am Algonquin College und schloss 1972 einen Technikstudiengang mit Diplom ab. Dann arbeitete er für verschiedene Unternehmen der Informations- und Kommunikationsbranche in der Forschung, unter anderem für die Firma Motorola. Später machte er sich mit seiner eigenen Firma selbstständig.

### Politisches Wirken
Im Juli 2006 proklamierte er seinen Anspruch, an den Bürgermeisterwahlen teilzunehmen. Bevor er offiziell in den Wahlkampf eintrat, stand er relativ aussichtslos hinter Terry Kilrea, dem damaligen Amtsinhaber Bob Chiarelli und dem früheren Stadtrat Alex Munter. Am 30. August 2006 gab Kilrea überraschend seine Kandidatur auf.
Eine zentrale inhaltliche Frage des Wahlkampfes war die Verzögerung bzw. Beendigung der Ausweitung des O-Train. Larry O’Brien setzte sich für Ausweitungspläne ein. Seine Aussagen zur Beseitigung der Obdachlosenproblematik brachten ihm zwar Kritik ein, trotzdem konnte sich O’Brien mit 47,08 % der Stimmen und einem Vorsprung von über 32.500 gegenüber seinem Herausforderer Alex Munter von der Neuen Demokratischen Partei durchsetzen. O’Brien gewann vor allem in den ländlichen Bezirken außerhalb des Stadtzentrums.
Während seiner ersten Amtswoche geriet er unter Druck, als er eine Gesetzesvorlage zur Erhöhung u. a. seines eigenen Gehaltes von 140.000 auf 172.000 Kanadische Dollar billigte. Die Kritik galt ihm besonders deswegen, weil er sich vor der Wahl für eine besonders umsichtige Steuerpolitik starkmachte. Unter dem Eindruck der öffentlichen Kritik revidierte er diese Entscheidung wieder.
Am 19. Januar 2007 gründete er einen Arbeitsstab zur Begutachtung des öffentlichen Verkehrsmittelsystems in Ottawa. Während die Firma Siemens einen Rechtsstreit wegen Verzögerung bzw. Nichteinhaltung der Verträge über 280 Millionen Dollar gegen die Stadt anstrengte, prüfte der Stadtrat einen neuen Nahverkehrsplan. Der neue Plan sah die Fertigstellung der derzeitigen Baustellen vor wie auch eine Ausweitung der Zugverbindung nach Riverside South, einem Stadtviertel südwestlich des Internationalen Flughafens.
Am 1. April 2009 kündigte O’Brien an, dass er für eine zweite Amtszeit, die ab November 2010 begann, kandidieren würde. In der Wahl im Oktober unterlag er jedoch seinem liberalen Herausforderer Jim Watson.

### Bestechungsaffäre
Bereits seit Februar 2007 wird O’Brien vorgeworfen, dem Bürgermeisterkandidaten Terry Kilrea Geld bzw. einen Posten bei der Nationalen Haftentlassungsbehörde (National Parole Board) im Gegenzug für seinen Rückzug aus den Bürgermeisterwahlen 2006 angeboten zu haben. Sollte sich das bewahrheiten hätte O’Brien gegen zwei Paragrafen aus dem Strafgesetzbuch verstoßen. Am 8. Juni 2009 musste er sich zu den Vorwürfen vor Gericht äußern.

## Privates
Larry O’Brien ist in zweiter Ehe mit Colleen McBride verheiratet und hat aus erster Ehe zwei Söhne.